# Jura (hegység)

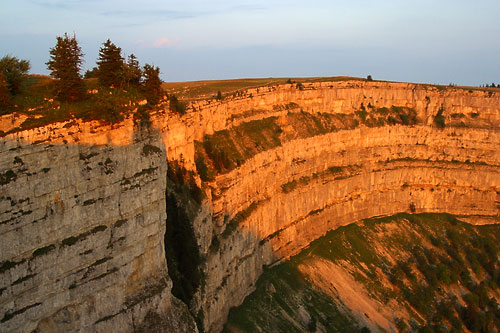
A Jura legnagyobb szikla-amfiteátruma, a svájci Neuchâtel és Vaud kanton határán található Creux du Van reggeli fényben

A Jura-hegység egy európai mészkőhegységrendszer. Svájc, Franciaország és kisebbrészt Németország területén, a Rhône és a Rajna között helyezkedik el, vízválasztó szerepet töltve be a két folyó között.
A hegység neve az 'erdő' jelentésű kelta jor- tőből eredeztethető, róla kapta nevét a franciaországi Jura megye, a svájci Jura kanton, valamint a jurának nevezett földtörténeti időszak.

## Beosztása

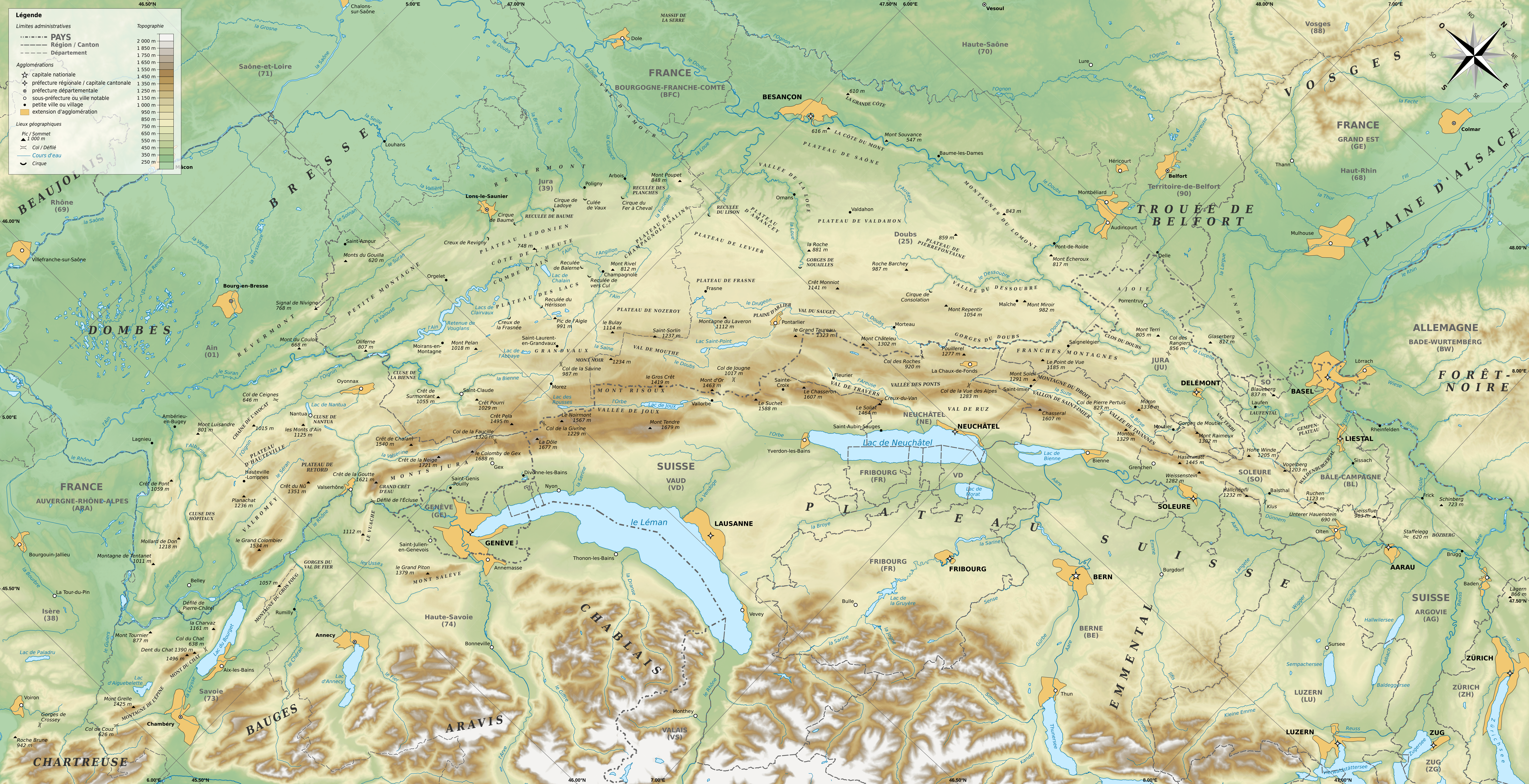
A Jura domborzati térképe (elforgatott térkép, az északi irány jobbra felfelé van)

A Jura a következő részterületekre oszlik:
- francia Jura
- svájci Jura
- sváb Jura
- frank Jura

A francia és a svájci Jura együtt egy egységet képeznek, szűkebb értelemben ezt szokás Jurának vagy Jura-hegységnek nevezni. Ezeket a Rajna, valamint a Fekete-erdő délkeleti vége választja el a német Jurától. Ez a német Jura a többi résszel szemben nem gyűrött, hanem sima rétegekből és fennsíkokból áll, melyek északon és nyugaton meredek esésűek. Azonban ezt is Jurának nevezik, mert a kőzetrétegei abban a geológiai korszakban és olyan körülmények között keletkeztek, mint a francia-svájci Juráé.